# Psammophis jallae
Psammophis jallae ist eine Schlangenart aus der Gattung der Sandrennnattern innerhalb der Familie Psammophiidae, die in Afrika verbreitet ist.

## Merkmale
Die Körperfarbe ist dorsal dunkelbraun bis hell graubraun. Die Schnauze und Supraocularia sind manchmal heller braun und ein Paar helle dorsolaterale Streifen befinden such auf den Schuppenreihen 4 und 5 mit schwarzem Rand oberhalb. Entlang der Wirbelsäule kann eine Reihe blasser Flecken an der Basis der einzelnen Schuppen verlaufen, während die lateralen Schuppen meist mittig rotbraun bis kastanienbraun ausfallen. Die äußere dorsale Schuppenreihe, die Ventralia (Bauchschuppen) und Supralabialia (Oberlippenschilde) sind weiß bis gelblich. Die vorderen Infralabialia (Unterlippenschilde) und der Hals sind meist von einem blaugrauen symmetrischen Muster überzogen und der Hals fällt im Grundton ziegelrot aus. Die Beschuppung weist 154 bis 175 Ventralia, 84 bis 112 Subcaudalia und ein Präoculare auf. Die Anzahl der Supralabialia ist typischerweise 7, selten auch 6 oder 8. Der Analschild ist geteilt. Die Pupillen sind bei Sandrennnattern rund.
Sandrennnattern sind schwach giftig, aber für den Menschen ungefährlich.

## Lebensweise
Psammophis jallae ist wie alle Arten der Gattung ovipar (eierlegend). Sie macht tagsüber Jagd auf Echsen. Ihr Habitat umfasst Grasland und Trockensavannen.

## Verbreitung und Gefährdungsstatus
Das Verbreitungsgebiet erstreckt sich über Angola, Sambia, Namibia, Botswana, Simbabwe und Südafrika.
Die IUCN stuft die Art aufgrund ihres großen Verbreitungsgebiets als nicht gefährdet (least concern) ein, mit unbekanntem Populationstrend. Auf der nationalen Roten Liste Südafrikas wird die Art ebenfalls als nicht gefährdet eingestuft. Sie kommt in mehreren Naturschutzgebieten vor, darunter in Sambia im Liuwa-Plain-Nationalpark, in Namibia im Khaudum- und Waterberg-Nationalpark sowie in Angola im Mavinga- und Luengue-Luiana-Nationalpark.

## Systematik
Psammophis jallae ist eine Art aus der Gattung der Sandrennnattern. Sie wurde 1896 von dem italienischen Herpetologen Mario Giacinto Peracca wissenschaftlich erstbeschrieben. Der Artname ist Luigi Jalla gewidmet, einem italienischen Missionar, der auch Amphibien und Reptilien sammelte.
Synonyme:
- Psammophis rohani Angel, 1921
- Psammophis longirostris Fitzsimons, 1932